# Erzberg (Namibia)
Der Erzberg ist ein Berg in Namibia mit einer Höhe von 2115 m. Der Berg liegt in den Erosbergen, rund 5 km südwestlich von Otjihase.